# Walter Tewksbury
John Walter Beardsley Tewksbury, ameriški atlet, * 21. marec 1876, Ashley, Pensilvanija, ZDA, † 24. april 1968, Tunkhannock, Pensilvanija.
Tewksbury je nastopil na Poletnih olimpijskih igrah 1900 v Parizu v petih tekaških disciplinah in v vseh osvojil olimpijske medalje. Naslova olimpijskega prvaka je osvojil v teku na 200 m in 400 m z ovirami, naslova podprvaka v teku na 60 m in 100 m, bronasto medaljo pa v teku na 200 m z ovirami. Leta 1900 je s časom 10,8 s dvakrat izenačil neuradni svetovni rekord v teku na 100 m.